# 크라임 오브 하트
크라임 오브 하트(Crimes Of The Heart)는 미국에서 제작된 브루스 베레스포드 감독의 1986년 드라마, 코미디 영화이다. 다이안 키튼 등이 주연으로 출연하였고 프레디 필스 등이 제작에 참여하였다.

## 출연

### 주연
- 다이안 키튼
- 제시카 랭

### 조연
- 씨씨 스페이식
- 샘 쉐퍼드
- 테스 하퍼

## 제작진
- 원작자: 베스 헨리
- 미술: 스티븐 마쉬
- 의상: 알버트 울스키